# Centre agronomique de l'université d'État de Louisiane

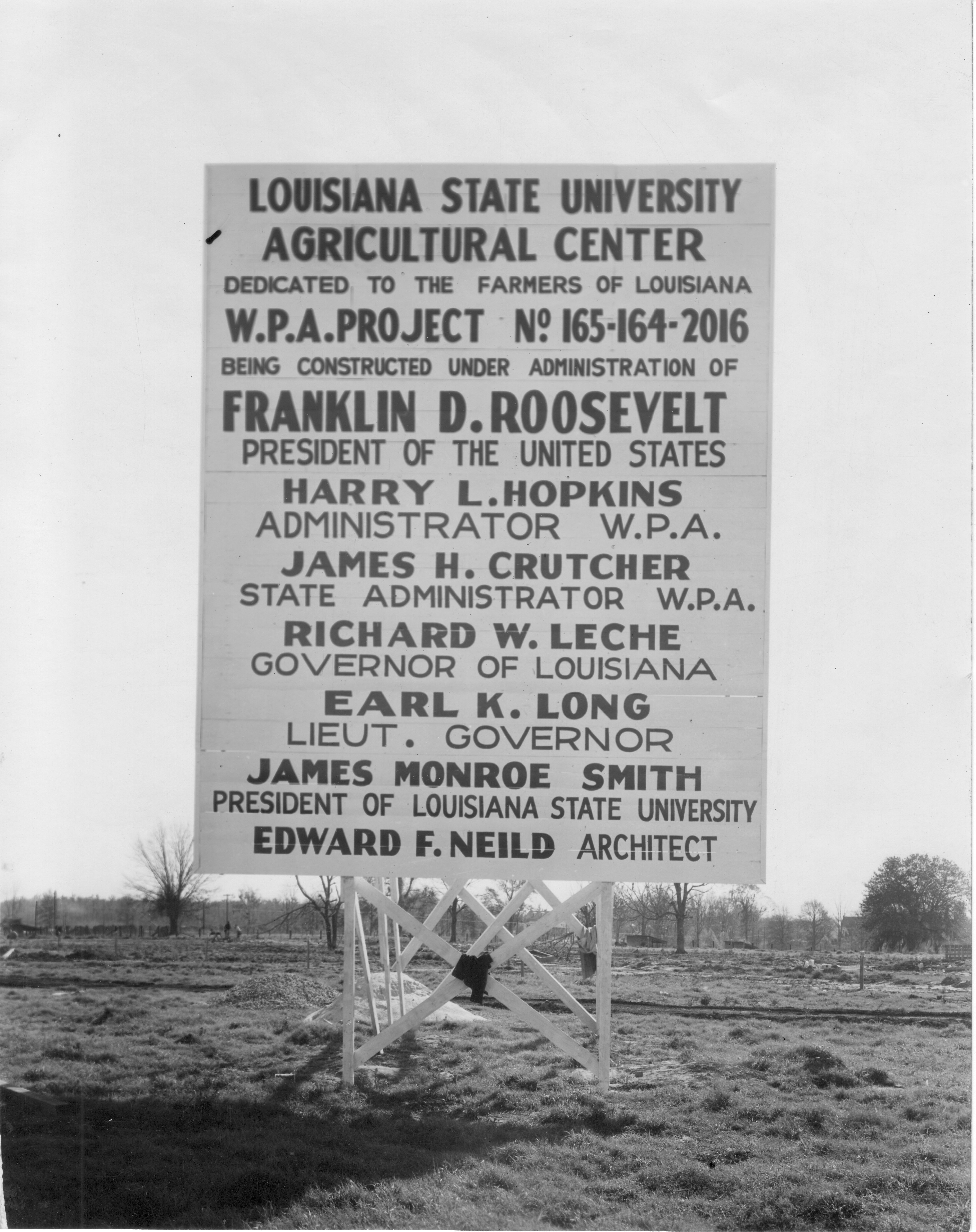
Panneau de construction de la Work Projects Administration pour le centre agronomique de l'université d'État de Louisiane (1936).

Le centre agronomique de l'Université d'État de Louisiane (Louisiana State University Agricultural Center ou LSU AgCenter), fondé en 1906, a son siège à Baton Rouge (Louisiane). Le centre mène des recherches sur l'agriculture par l'intermédiaire de sa station d'expérimentation agricole de la Louisiane et diffuse les connaissances issues de la recherche aux habitants de l'État de Louisiane par l'intermédiaire de son Louisiana Cooperative Extension Service. Le LSU AgCenter, l'un des 11 établissements du Louisiana State University System, partage des installations matérielles avec le campus de l'université d'État de Louisiane (LSU A & M).